# 佐世保市の地名
佐世保市の地名では、長崎県佐世保市の地名の一覧を記す。特に本庁管内について記述する。

## 1927年時点での市域（日宇支所管内以外）
はじめに、市制時の市域について記述する。1907年・1938年の2度にわたり町名設置が行われている。⇒は1912年に改称したことを示す。1907年時点で9免があり、以下の町が設置された。
| 町名設置前 | 1907年設置 | 1938年設置                                 |
| ---------- | --- | ------------------------------------------ |
| 佐世保浦免 | 元町 |                                            |
| 八反間免   | 相生町、高砂町、谷川町(谷郷町)、天満町、八幡町                                                                                             |                                            |
| 中通免     | 石坂町、泉町、上町、木場田町、清水町、園田町、長尾町、西大久保町、東大久保町、比良町、福田町、保立町、万徳寺町(万徳町)、元町               | 中通町、石坂町、清水町、東大久保町、福田町 |
| 赤崎免     | 今福町、上矢岳町(矢岳町)、金比良町、下矢岳町、上町                                                                                         | 赤崎町、鵜渡越町、神島町、小島町、御船町   |
| 名切免     | 太田町、熊野町、栄町、島瀬町、島地町、常盤町、名切町、花園町、浜田町、松浦町、湊町、宮地町、本島町、祇園町、光月町、谷川町(谷郷町)、浜田町 | 山手町                                     |
| 折橋免     | 笠掛町(俵町)、但馬町(城山町)、宮田町 | 折橋町、松山町                             |
| 小佐世保免 | 勝富町、上京町、祇園町、京坪町、光月町、高天町、塩浜町、下京町、戸尾町、松川町、宮崎町、山県町、万津町、島瀬町、三浦町、本島町             | 小佐世保町、白木町、須佐町、高梨町、峰坂町 |
| 庵浦免     | | 庵浦町                                     |
| 福石免     | 潮見町、白南風町、新福石町(福石町)、三浦町、戸尾町                                                                                         | 山祗町、若葉町                             |

### 佐世保浦免
佐世保村の最大の集落であった。南北200m・東西100mほどの小さい区域である。海軍が進駐した但馬新田の干拓が完成する江戸時代中期までは佐世保川河口の漁村であった。
町名採用の際は元町1町を設置した。
- 元町（もとまち）

官庁街は八反間免に流出していたが、旧佐世保村の中心地であったことから「元町」と命名された。進徳幼稚園を併設する教法寺は江戸時代以来の古刹。ぽると総本舗工場をはじめ町工場が立ち並び、NHKなどのオフィスも入る。

### 八反間免
佐世保川左岸から丘陵に続く一帯で、明治以前は農村地帯。平戸往還の佐世保本陣や平戸藩の東彼杵郡代役所が置かれるなど、江戸中期から発展を始めた。明治以後は佐世保市役所や佐世保小学校など行政・文教施設が林立した。
- 相生町（あいおいちょう）

佐世保川を挟んで元町に対峙する。NTT佐世保ビル（旧佐世保電信電話局）をはじめオフィスが林立する。昭和50年代までは公設市場があり、現在も跡地は地元スーパーが営業を続けている。NTT前に谷郷町バス停があるが、谷郷町は国道35号線の東側に広がる。
- 高砂町（たかさごちょう）

佐世保市役所の南に隣接し、市営駐車場・中央保健福祉センター（愛称「すこやかプラザ」、2009年6月オープン）等がある官庁・オフィス街。例外的に国道35号線をまたいで東側にも町域が広がっている。戦前までは海軍士官に愛用された料亭いろは楼があり、全国でも「川」の通称で親しまれた。かつては中央公民館と佐世保市保健所があったが公民館は移転、保健所は中央保健福祉センターへ改築された。久田学園佐世保女子高等学校の創業地で、中央保健福祉センター構内に記念碑が残る。
- 谷川町⇒谷郷町（たにごうちょう）

浜田・相生・天満町とは国道を挟み、旧八反間免の東半分の丘陵ほぼ全体を占める。海軍時代からの伝統がある万松楼は市内最大規模の収容力を誇るホテル（2014年より営業休止中）。丘陵地であることが災いし、急傾斜地に老朽民家が密集している。
- 天満町（てんまちょう）

相生町と高砂町に挟まれた官庁街で、佐世保警察署や県北会館が建つ。数多いタクシー会社の一つである天満タクシーはこの町に本社を置く。
- 八幡町（はちまんちょう）

八反間免の北限の丘陵地に広がる。町名のもととなった亀山八幡宮をはじめ、佐世保市役所・佐世保北高等学校・佐世保市水道局・西方寺などがあり、市民からの知名度も高い。ほぼオフィス・商店に占められ、民家は少ない。

### 中通免
佐世保川右岸を旧市街を南北に貫通する長大な地域。弓張岳・但馬岳連峰の中腹まで住宅地が広がり、一部では棚田も残っている。佐世保川沿いの平地は官庁街だが、傾斜部はほぼ住宅地で占められている。
- 石坂町（いしざかちょう）

万徳町の平地に続く傾斜地に伸びる。山頂に向かって行き止まりの道が多く、交通の便はあまりよくない。このため住宅地は低地に集中している。
- 泉町（いずみちょう）

長尾町・西大久保町に続く谷の入口に位置し、再開発によるマンション・アパートが立つ住宅街。西端には海上自衛隊佐世保史料館が位置する。町名は字泉集庵による。
- 上町（うわまち）

元町と泉町に挟まれた町工場街。西端には九文幼稚園が位置する。
- 木場田町（こばたちょう）

佐世保川を挟んで八幡町と対峙する官庁街。合同庁舎（税務署・法務局・財務支局等）・県北振興局が位置し、用務局が多い反面、「きばたちょう」という誤読が市民の間で比較的広く使われている。
- 清水町（しみずちょう）

万徳町北端の平地から山手に入っていく傾斜地の町。清水中学校は万徳町、清水小学校は保立町にあり、付近一帯の地域名と町名とは一致しない。バス通り付近は民家が密集するが、連峰の中腹は農地が散在する。
- 園田町（そのだまち）

泉町の東に位置し、弓張岳登山口に面する。旧小佐世保免の宮崎町とともに市内で最も狭い町にあたる。弓張岳に続く傾斜地の末端にあたり、古い住宅が密集している。
- 長尾町（ながおちょう）

泉町の一段上に広がる住宅地。傾斜地であるうえに、大型車の離合が難しいメインストリートが西大久保町で行き止まりになるため、人口は漸減状態にある。
- 西大久保町（にしおおくぼちょう）

東大久保町に割り込むように、長尾町より続く谷の最上段に位置する。泉町・長尾町からのルートに加え、矢岳町に下りるルートがあるために、大型マンションも建っている。しかし登山道に抜けられないため、交通環境はよくない。
- 東大久保町（ひがしおおくぼちょう）

園田町の上段に位置し、弓張岳の稜線まで続いている。住宅地は大久保小学校を最上段として密集しているが、上矢岳郵便局交差点から梅田町に抜ける新道が開通してからはさらに上段に広がりつつある。
- 比良町（ひらまち）

木場田町の平地から弓張岳の稜線まで続く傾斜地の住宅街。久田学園佐世保女子高等学校を最上段とする住宅密集地で、生活道路は一方通行が多く、複雑に分岐している。
- 福田町（ふくだまち）

比良町と清水町に挟まれた傾斜地の住宅地。宅地はバス通り付近に密集し、傾斜地は比較的開けており、棚田も発達している。本来は仏供田（ぶくで）町と呼ばれており、その後音便化され現在の福田町になった。
- 保立町（ほたてちょう）

中通町の麓に位置する。清水小学校が建つ。地名は「火断（ほたち）」の神事に由来するといわれる字「保立目」から。清水小学校に統合された保立小学校合唱団をルーツとする「ほたて児童合唱団」が市内屈指の合唱団として知られるため、「なぜ九州でホタテガイ？」と不思議がられることもある。
- 万徳寺町⇒万徳町（まんとくちょう）

木場田町の上流に広がる。北半分は町域設定の時から陸軍重砲兵連隊に占有されており、町名の由来となった万徳寺は水害後再建困難として廃寺となり西方寺に合併された。戦後は清水中学校に転用されている。残る南半分は旧来の住宅・商店が混在する。
- 中通町（なかどおりちょう）

傾斜地に位置する。平地はまったくなく、谷筋に住宅が密集している。梅田町に至る道路によって行き来が可能になっているが、保立町に下りるルートがメインになっている。1938年時の町名設置で、中通名は東大久保町、比良町、福田町、清水町、石坂町、保立町の西側の部分は、それらの町の区域を増加した形となったが、残余が当町となった。

### 赤崎免
佐世保湾北岸一帯から西岸にかけて広がる傾斜地にあたるが、町域制定時は市街化した東端部のみが対象となった。いずれも海軍の進出以後に開かれた土地で、沿岸で漁業を営んでいた地元の人々が代替地として高台に移転したものである。鎮守府・工廠の労働者が多数流入して町を形成した。
- 今福町（いまぶくちょう）

下矢岳町の上段に位置する住宅街。佐世保重工業の凋落に伴い空洞化が進行している。
- 上矢岳町⇒矢岳町（やたけちょう）

中通免との境界に位置し、弓張岳の稜線に続いている。地図上では、弓張岳中腹に建つ旧弓張病院付近まで矢岳町に属する。上矢岳郵便局付近まで宅地化は進んでおり、市道鵜渡越線を最上段とする。
- 金比良町（こんぴらちょう）

旧町域設定時は最西端の町。佐世保市立光海中学校より始まる傾斜地に、金比良小学校・住宅街・山林と連なる。戦前のメインストリートが今福町から御船町にかけてバス通りに平行しており、郵便局や商店はこちらに並んでいる。
- 下矢岳町（しもやたけちょう）＝廃止

現在の西九州自動車道佐世保中央インターチェンジと弓張トンネル入口付近の谷に開けた町だったが、町名制定の年に発生したペストの対策として全住民に退去命令が出され、宅地は焼き払われた。跡地は海軍が演習場にするため国有化され、平瀬町に移った。戦後、佐世保中央インターチェンジ建設工事着工までの間は九州文化学園高等学校が所在。
- 赤崎町（あかさきちょう）

長大な海軍→米軍赤崎埠頭を見下ろす赤崎岳東半分の傾斜地。海岸部は佐世保重工業（SSK）と米軍基地に占有され、旧来の宅地は佐世保市立愛宕中学校の段に広がる。昭和50年代より赤崎岳中腹にニュータウンが開かれている。ちなみに市立赤崎小学校は鹿子前町に所在する。
- 鵜渡越町（うどごえちょう）

矢岳町から小島町まで広がる。市道鵜渡越線付近に民家が散在するほかは弓張岳中腹の山林。旧登山道は戦前に開かれ、現在も遊歩道として活用されている。新登山道を通じて弓張岳展望台まで行ける。
- 神島町（かみしまちょう）

SSKを見下ろす断崖上に広がる住宅地。工廠・SSKの拡張に伴って人口が急増した土地で、SSKの凋落とともに空洞化が進んでいる。
- 小島町（こじまちょう）

日野峠を境に旧山口村と接する。神島町と同様に工廠・SSKを見下ろす断崖上にあり、戦艦大和対応ドックを隠蔽するコンクリート壁が現在でも残っている。
- 御船町（みふねちょう）

御船川の谷に広がる住宅・商店街。SSKバイパス脇の御船保育園前からの一本道が旧弓張岳登山道である。個人経営の商店が中腹にあり、今福町商店街通りと連なっている。

### 名切免
佐世保川支流の名切川流域を指し、「名切谷」と呼ばれた。町域設定時は市街地部分のみが適用されたが、大正時代の人口急増によって、烏帽子岳中腹の山手地区も宅地化したことから、のちに「山手町」を新設して追加している。
- 太田町（おおたまち）＝廃止

名切谷中流域にあり、現在の交通公園付近にあたる。太平洋戦争中の建物疎開や戦後の米軍住宅造成によって町としての機能を果たさなくなり、1965年に熊野町と祇園町に編入された。
- 熊野町（くまのちょう）

中央公園を先端とする名切谷右岸の丘陵地帯にあり、成田山不動尊にちなんで命名された。古刹として広く知られ、あまり宅地化は推進されないうちに終戦となった。町境は名切川であるため、暗渠上の交通公園は熊野町と祇園町にまたがっている。
- 栄町（さかえまち）

三ヶ町の一つ。軍港設置後に発達した商店街で、佐世保玉屋を包含する。名切川を境界とするため、国道に対して境界線が斜行している。町域は国道をまたいで交通会館まで広がっている。
- 島瀬町（しまのせちょう）

四ヶ町の一つ。軍港設置後に発達した商店街で、イオン佐世保ショッピングセンターや西沢本店、十八親和銀行佐世保本店営業部を包含する。町域は国道をまたいで東本願寺に至る。元は字島地の一部で、町名もそれに由来する。
- 島地町（しまんじちょう）

江戸期の干拓事業完了までは島だったとされる土地で、それが字島地の由来となり、そのまま町名となった。海軍による爆砕によって市街地・軍用地が造成された。島地山の西麓は軍用地で、佐世保共済病院が建つ。東麓には商店街に続く歓楽街や旅館が並ぶ。
- 常盤町（ときわちょう）

三ヶ町の一つ。軍港設置後に発達した商店街で、佐世保市商工会議所を包含する。国道をまたいで町域が広がり、大手保険会社の入るオフィスビルが林立している。
- 名切町（なきりちょう）

旧来の名切免の中心集落で、名切川上流の丘陵地帯。古くからのメインルートは、丘陵を越えて小佐世保谷に抜ける道で、これに沿って古い民家が密集している。集落の上端は旧市民霊園で、大潟に霊園が移転するまで火葬場があった。
- 花園町（はなぞのちょう）

明治期の歓楽街で、市街地整備時に追放されるまで遊廓が立ち並んでいた。戦後は米軍住宅のレジャー施設と化していたが、返還後は花園中学校や市民会館が建設された。高台には新しく住宅街が造成されている。
- 浜田町（はまだまち）

佐世保川を挟んで元町と対峙する。旧八反間免区域に接するオフィス街で、長崎放送佐世保局や親和銀行こどもガーデンが設置されていたものの撤退した。こどもガーデン跡には親和銀行浜田町ビル（同行浜田町支店）が建っている。
- 松浦町（まつうらちょう）

三ヶ町の一つ。軍港設置後に発達した商店街で、農協会館や十八銀行佐世保支店を包含する。松浦公園はメーデー行進の起点や佐世保くんち御下りの終点として広く知られている。
- 湊町（みなとまち）

佐世保川下流の左岸一帯を指す。三ヶ町の裏通りであり、米軍相手の歓楽街となっている。軍港の雰囲気が伝わる夜の街として観光客にも知られている。
- 宮地町（みやじちょう）

名切谷の入口を横断している。西に丘陵上の宮地岳神社、中央に谷底の名切グランド、東に佐世保市立図書館が並び、北の高台に医師会館と千住病院があり、ほぼこれらの施設に占有されている。
- 本島町（もとしまちょう）

四ヶ町の一つ。軍港設置後に発達した商店街で、TWINKLE西沢を包含する。国道をまたいで町域が広がる。ほぼ純粋な商店・オフィス街である。元は字島地の一部で、町名もそれに由来する。
- 山手町（やまてちょう）

山手バイパスや烏帽子岳登山道の基点であり、ヘアピンカーブを連ねて住宅街を突っ切る。山手小学校を鞍部として折橋へ下る住宅街は古く、烏帽子岳登山道沿いの住宅街は比較的新しい。

### 折橋免
佐世村に接する旧市街の北限で、烏帽子岳から佐世保川の左岸に向けての急傾斜地である。町名設定時は市街化された3町のみが適用されたが、大正時代の人口急増にあわせ、最上段の「折橋町」「松山町」も町に移行した。
- 笠掛町⇒俵町（たわらまち）

折橋川と佐世保川の合流点付近に広がる商店街で、国道204号の五叉路は渋滞の名所として知られる。佐世保鉄道が終点の上佐世保駅を置いたことをはじめ、交通の要衝でもある。現在松浦鉄道の北佐世保駅がある。
- 但馬町⇒城山町（しろやまちょう）

旧名は戦国時代の豪族・遠藤但馬守に由来し、現町名もその居城にちなむ。その佐世保城があった丘陵に連なる断崖の下に商店・町工場・住宅街が密集しており、地滑り警戒地域にも当たる。
- 宮田町（みやだまち）

正式には濁るが、「みやた」と発音されることが多い。城山町と俵町に挟まれた町で、やはり商店と民家が立ち並んでいる。銀行・信用金庫の支店・出張所が散見され、小規模の質店も数軒ある。
- 折橋町（おりはしちょう）

俵町にかぶさるように広がる。谷の奥に向かって住宅地が密集し、俵町にも名切谷にも下りることができる利便性からニュータウンが開かれつつある。
- 松山町（まつやまちょう）

佐世保谷を見下ろす尾根筋に広がる。聖和女子学院中学校・高等学校が位置するが、俵町からの一本道は市内の高校でも最も長い通学の難所として知られている。

### 小佐世保免
光月川・小佐世保川の谷筋に広がる。ここも最上部を除き、市街化された中流域までが最初の町域設定地域となった。
- 勝富町（かつとみちょう）

年配の市民からは「かっとみ」と発音されることがある。花園遊郭を廃止し、代替地として提供された歓楽街を基礎とするため、道路は幾何学的に整備され、古い旅館が散見される。
- 上京町（かみきょうまち）

四ヶ町の一つ。国道をまたぎ、佐賀銀行やセントラルホテルが位置する。金融業の支店が入居するビルも見られ、京町バス停が位置することから人通りも多い。元は字京坪の一部で、町名もそれに由来する。
- 祇園町（ぎおんちょう）

名切谷に接する丘陵上にあり、公共交通の空白地帯にある。旭中学校・祇園小学校・検察支部といった公共施設が多い。民家も中腹に見られるが、人口的には海上自衛隊官舎の住民が圧倒的に多い。
- 京坪町（きょうのつぼちょう）

佐世保郵便局周辺のオフィス・商店・飲食店街。最大の施設であったダイエー佐世保店が閉店し、跡地利用が進んでいる。元は字京坪の一部で、そのまま町名となる。
- 光月町（こうげつちょう）

祇園町と四ヶ町の間に割り込む形で広がる。面積の過半数を占める体育文化会館の南側平野にはビルが林立し、西側高台には公務員官舎と地裁支部が並ぶ。
- 高天町（こうてんちょう）

町域設定時には高天神社があったといわれ、それが由来となっている。勝富遊郭への通過点であったことから、市街地整備の段階で道路の復員を広く設定されている。道路沿いには骨董店や道具屋など独特の店が散見される。
- 塩浜町（しおはまちょう）

佐世保商港に面し、漁業・貿易に関するオフィスが多く見られる。松浦鉄道の高架化が完了するまで「神風交差点」と渾名された塩浜交差点は、交通量に反して信号機のない交差点として市民に知られていた。
- 下京町（しもきょうまち）

四ヶ町の一つ。最南端にあるために、人通りはさほど多くない。港側は歓楽街になっており、夜も人通りが絶えない。元は字京坪の一部で、町名もそれに由来する。
- 戸尾町（とのおちょう）

旧佐世保村の最南端に位置する。戦後は自然発生的に市場が発生し、現在の戸尾市場となった。閉校となった旧戸尾小学校の直下にはいくつも防空壕が掘られ、それを店舗化した商店が立ち並ぶことから「トンネル横丁」とも呼ばれる。
- 松川町（まつかわちょう）

小佐世保川左岸の傾斜地に広がる住宅街。かつて平戸往還の難所として知られた「峰の坂」の麓に位置している。
- 宮崎町（みやざきちょう）

京坪町と光月町に挟まれた市内最小の町。全長150m・全幅50mのオフィス街で、復員20mの市道が貫通しているために可住面積は非常に狭い。
- 山県町（やまがたちょう）

塩浜町の北に位置し、佐世保港を利用する漁業従事者や貿易商を相手にした商店・歓楽街として発展した。市民にも広く知られ、多数の飲食店が集中するほか、漁具販売店や旅館などが散在する。
- 万津町（よろづちょう）

佐世保商港の玄関口である旧万津埠頭を中心に形成された。鯨瀬埠頭の造成に合わせてそれを取り込んでいる。フェリーターミナルや貿易会社のオフィスが占有し、朝市会場は昼間は有料駐車場として開放する。
- 小佐世保町（こさせぼちょう）

市立小佐世保小学校の谷を覆うように住宅と商店が広がっている。町域は烏帽子岳に連なり、電波塔の真下まで小佐世保町に含まれる。バス通りへのアクセス道路は少なく、復員も狭い。
- 白木町（しらきちょう）

急傾斜上の住宅地。バス道路も白木町に登るまで小佐世保町でいったんループしているほど勾配がきつい。
- 須佐町（すさまち）

勝富町裏にあたる傾斜地の町。名の由来となった須佐神社は高梨町にある。町域を貫通する道路はあるが、大型車の運転は困難。須佐町バス停は山手バイパスにある。
- 高梨町（たかなしちょう）

尾根で名切町と接する谷底の住宅街。かつて名切霊園が開設されていた頃には市営バスの路線があった。
- 峰坂町（みねさかちょう）

小佐世保免南端の斜面上の住宅地。平戸往還最大の難所であった「峰の坂」が中央を縦断している。自動車での移動はほぼ不可能な狭く急な市道が連続する。

### 庵浦免
庵浦免は庵浦町1町に改変された。
- 庵浦町（いおのうらちょう）

旧佐世保市の最南端、佐世保湾の西岸に広がる漁村。米軍地下貯油場が庵崎を占有している。隣り合う俵ヶ浦は松浦郡相神浦村山口村（後の北松浦郡相浦町）で、戦後しばらくは漁業権争いなどの軋轢が残っていた。

### 福石免
日宇村の最北端に位置しているが、佐世保駅や佐世保水雷団の設置に伴って佐世保市に一部を分割した。
- 潮見町（しおみちょう）

佐世保駅を見下ろす傾斜地に広がる住宅街。道路は入り組んでおり、大型車両の通行は困難である。ちなみに、市立潮見小学校は潮見町ではなくさらに上段の須田尾町に位置する。
- 白南風町（しらはえちょう）

佐世保駅や佐世保市交通局、西肥自動車佐世保バスセンターを包含する平地から急に上る斜面地に広がる。傾斜地全体が住宅地となっている。ちなみに山祇町に建つ市立白南風小学校は戦前に移転したもので、設立時は現交通局の位置にあった。
- 新福石町⇒福石町（ふくいしちょう）

福石免の中ではほんの一部だが、由来となった福石観音を含んでいる。海岸沿いはすべて国有地とされ、町域は佐世保湾には面していない。工場や住宅地が国道と海岸に挟まれた町内に密集している。
- 三浦町（みうらちょう）

国道沿いのオフィス街が特徴的だが、町域は新港町から丘陵に達している。三浦町教会から西は平坦地でオフィス街だが、丘陵地は宅地化されている。
- 山祇町（やまずみちょう）

福石免の最北端、峰坂町に接する。山手バイパスに接する白南風小学校付近にスーパー・コンビニが集中するほかは住宅街。戸尾町方面から登る市営バスは狭隘な道路を経由するが利用客が比較的多いため中型車が用いられる。黒髪町に抜ける市道が増設され、交通量は増えている。
- 若葉町（わかばちょう）

福石免の中部、福石観音をまくように広がる住宅・商店街。昭和50年代まで「潮見町商店街」と呼ばれたが、凋落している。

### 旧佐世村
旧佐世村は、旧日宇村地区と同時に1938年に町名設置が実施されている。
| 町名設置前 | 町名設置後             |
| ---------- | ---------------------- |
| 熊ヶ倉免   | 赤木町、田代町         |
| 山中免     | 桜木町                 |
| 横尾免     | 梅田町、春日町、横尾町 |

- 赤木町（あかぎちょう）

熊ヶ倉免の北部。烏帽子岳中腹の山地で、民家・耕地ともあまり多くはない。2008年までは桜木町から延びる市営バスの閑散路線の終点があったが、同路線の廃止で公共交通機関が消滅した。知的障害児施設「えぼし学園」と知的障害者更生施設「赤木学園」が設置されている。
- 梅田町（うめだまち）

横尾免の南端。国道204号を隔てて俵町と接し、住宅地・商業地は俵町と一体化している。国道周辺は民家の密集地帯で、郊外レストランやコンビニが並び、渋滞が慢性化している。過去大規模な土砂災害があり「埋め木田」と呼ばれていたが、その後「梅」の字があてられた。
- 春日町（かすがちょう）

横尾免の北半分。旧佐世村の中心地で、個人経営の商店や町医者も多い。大野地区の瀬戸越と接しており、西海学園高等学校が立地する。
- 桜木町（さくらぎちょう）

山中免全域を占める。戦後に公営アパートが集中して建設され、市営バスも多く走っている。山の田水源地・浄水場が立地する。
- 田代町（たしろちょう）

熊ヶ倉免の南部。烏帽子岳登山道の開通後は、山手町に直接下りる流れが主流になっている。旧来の桜木に降りる道も、市北部からの登山道として整備されている。山間部ながら棚田が発達しているが、民家は少ない。町名は字田代前による。
- 横尾町（よこおちょう）

横尾免の最西端。但馬岳と将冠岳の扇状地に民家と耕地が広がっている。矢岳町から続く市道の終点だが、横尾口は複雑に入り組んでおり、利便性はあまり高くない。

### 旧日宇村（本庁地区分のみ）
日宇地区は、佐世地区と同時に1938年に町名設置が実施されている。
ここでは、現在本庁地区として扱われる旧日宇福石免(大和町を除く)、日宇崎辺免町の詳細について記述する。
| 町名設置前 | 町名設置後                                                                         |
| ---------- | ---------------------------------------------------------------------------------- |
| 日宇福石免 | 稲荷町、大宮町、木風町、須田尾町、大黒町、東山町、藤原町、(大和町)、山祗町、若葉町 |
| 日宇崎辺免 | 天神町、東浜町                                                                     |

- 稲荷町（いなりちょう）

国道35号を挟み、海岸近くから若葉町最上段まで細長く伸びている。国道沿いは町工場やオフィスが並び、福石町にかけて葬祭場が集中している。海岸近くの平野部には南地区公民館・労働福祉会館・ハローワーク・下水処理場などの公共施設が集中している。
- 大宮町（おおみやちょう）

旧国道沿いに広がる住宅・商業地区。旧国道敷設以前の大通りにも商店が立ち並んでいる。小規模商店街ながら黒字経営を維持する稀有な地場商店街として知られる。福石小学校は大宮町南端に位置する。南側は寺院が集中している。
- 木風町（きかぜちょう）

山間部に位置する。戦前は花園・小佐世保に次ぐ第三の色町であった。山間部ながら戦前より宅地化が進み、現在も山の切り崩しによって宅地が拡張されている。
- 須田尾町（すだおちょう）

潮見町・山祇町に接する。大正期の人口増加によっていちはやく宅地化され、合併時には旧佐世保市と一体化していた。市立潮見小学校が位置する。戦後の人口急増期には潮見小学校の拡張もできないほど周辺は宅地に占められていた。
- 大黒町（だいこくちょう）

天神山の谷に位置する。戦前には軍法会議・海軍監獄が置かれ、戦後にいち早く市営団地が造成された。天神山に向けて市道沿いに宅地・商店が広がっている。
- 東山町（ひがしやまちょう）

天神山北麓の急斜面に位置する。大宮市場に直結する大通りと、天神山中腹を巻く市道と交通が大きく分かれる。急傾斜地のため、民家が立て込んでいるものの、オフィス・町工場は少ない。町内の移動はもっぱら徒歩で、道路事情は極めて悪い。
- 藤原町（ふじわらちょう）

佐世保線をはさんで大宮町に接する。戦時中に開削された現国道沿いは大型ロードサイドショップが並ぶ。丘陵上の宅地は木風まで連続し、バス通りには医院・オフィス・商店が並ぶ。開削によって切断された歩道には歩道橋がかけられ、大宮市場・福石小学校への通路となっている。
- 天神町（てんじんちょう）

天神山の丘陵地帯に位置する。東半分は1～5丁目として独立し、港小学校・崎辺中学校から天神公園にかけての宅地が天神町として残存している。旧天神町のはずれにある米軍基地と接するため、宅地化が停滞している。
- 東浜町（ひがしはまちょう）

天神山の南麓に広がる港町。いくつか大きめの重工場があるほかは水産加工食品の町工場が海岸沿いに並び、斜面部は宅地となっている。町工場の多くが大宮市場や潮見市場に販売店を持ち、ほとんどの製品は市内で消費する。

### 旧相浦町（本庁地区分のみ）
以下、旧相浦町であるが本庁地区なっている区域について記述する。本地区の町名設置前の名称は相浦地域#町名を参照のこと。
- 鹿子前町（かしまえちょう）

西海パールシーリゾートを中心とした九十九島観光の拠点。難読地名ながら、市民の殆どが正確に読めるほど市民には馴染み深い。ホテルや温泉などの観光施設も集中している。港を見下ろす斜面地は住宅地に占められており、山林は少ない。
- 下船越町（しもふなこしちょう）

九十九半島中部の北向きの斜面地に位置し、町域の殆どが山林に覆われている。中央部には新たに九十九島観光の拠点として開かれた展海峰公園が造成されている。集落は海沿いの名切地区に点在しているが、いったん延長された市営バス路線が撤退するほど、人口は多くない。港には市役所九十九連絡所やマリーナが位置する。
- 俵ヶ浦町（たわらがうらちょう）

九十九半島の先端部に位置し、険しい山並みのため、集落は南岸の俵ヶ浦港に集中している。南端の高後崎灯台は海上自衛隊の監視所があるために、一般人の立入りはできない。市内唯一の公営海水浴場である白浜海水浴場は、集落から半島を乗り越した西岸にあり、キャンプ場も併設されている。
- 野崎町（のざきちょう）

九十九半島南部に位置する。民家は少ないもののバス通り沿いに散見される。佐世保市立野崎中学校は2016年（平成28年）3月末をもって閉校し、佐世保市立愛宕中学校に統合された。
- 船越町（ふなこしちょう）

九十九半島西部の丘陵地に位置している。佐世保市亜熱帯動植物園や鹿子前港と展海峰を結ぶ観光アクセスルートだが、市道は入り組んでおり、迷いやすい。町全体に住宅地が散らばっており、町医者や商店も点在する。町名の由来となった半島の頸部は米軍基地に占有されている。

## その後の追加町名

### 1951年
旧海軍用地の解放により以下の町が発足。
- 立神町（たてがみちょう）

米軍基地の西側からSSK全体を含む臨港部。立神埠頭・係船池は大正年間に造成された。
- 平瀬町（ひらせちょう）

米軍基地と海上自衛隊佐世保地方総監部が包括される。米軍・自衛隊関連施設の他は佐世保市総合医療センターや佐世保市消防局、佐世保公園があり、町域のほとんどがこれらの施設に占められている。
- 崎辺町（さきべちょう）

旧佐世保海軍航空隊を転用。町内は米軍LCAC基地と海上自衛隊教育隊に占有され、住民はゼロと計上されている。
- 干尽町（ひづくしまち）

旧佐世保防備隊を転用。佐世保駅裏から前畑弾薬庫入口までの海岸線一帯で、海上自衛隊・海上保安庁以外は民間に返還されている。佐世保競輪場や福石中学校も町域に含む。海岸沿いは旧海軍時代のレンガ積み倉庫が並び、倉庫会社や町工場、前畑造船所などが活用している。
- 前畑町（まえはたちょう）

旧前畑弾薬庫を転用。現在も米軍が弾薬庫として活用しており、町内全域がバリケードで封鎖されている。針尾弾薬庫への移転返還運動が続いている。町名は字御前畑による。

### 1965年
- 十郎新町（じゅうろうしんまち）

天神山南端の丘陵上に昭和40年代に開かれた十郎原（じゅうろうばる）団地を天神町、東浜町より独立させた。ほとんどが高層アパートで構成され、オープン当時の老朽アパートは次々に建て替えられ、佐世保港からも目立つ超高層アパート群に切り替えられている。町名の由来となった字十郎原は古来より地元で祭られてきた寿老人の訛りが由来。

### 1971年
烏帽子町と卸本町が成立。
- 烏帽子町（えぼしちょう）

旧市域・旧日宇村・旧柚木村にまたがる烏帽子岳山頂付近の鞍部を独立させた。戦後の入植者が定住したものだが、民家は少ない。農業は不振で、廃棄物処理場や建設業、別荘が散見されるほかは、「青少年の天地」や「えぼしスポーツの里」などのレジャー施設がある。
- 卸本町

### 1983年
- 天神1～5丁目（てんじん1～5ちょうめ）

住居表示を実施したことにより天神町より独立。1丁目は市立天神小学校から天神山公園にかけての山頂部で、狭い路地からなる住宅地と手付かずの山間部である。2丁目は東麓から南麓中腹にかけてのバス通りを中心とした住宅街で、商店も比較的多い。3丁目は南麓斜面の住宅地で、麓では町工場、中腹では事務所が混じる。4丁目は西麓の住宅街で、一部に個人向けの農地が残存している。5丁目は北麓の住宅街で、自衛隊官舎や天神病院などが包括される。

### 2004年
- 新港町（しんみなとちょう）

鯨瀬埠頭付近埋め立て事業（ポートルネッサンス21）により完成した埋立地に設置。新みなとターミナルのほか、2013年11月には市中心部としては初の大型商業施設「させぼ五番街」がオープンした。

## 支所管轄区域
佐世保市では1938年以降に編入した区域および旧日宇村（一部を除く）に支所を置いている。

以下の支の管轄下にある区域の各町の詳細および行政区域の変遷については、各項目の「町」の項を参照されたい。
日宇地域 (旧日宇村)
黒髪町、白岳町、大塔町、日宇町、大和町、卸本町、大岳台町、沖新町、もみじが丘町、ひうみ町
相浦地域 (旧相浦町)
上相浦町、木宮町、相浦町、浅子町、愛宕町、大潟町、小野町、川下町、椎木町、新田町、高島町、竹辺町、棚方町、長坂町、光町、日野町、母ヶ浦町、星和台町
中里皆瀬地域 (旧中里村・皆瀬村)
踊石町、上本山町、下本山町、岳野町、中里町、八の久保町、吉岡町、小川内町、皆瀬町、楠木町、菰田町、白仁田町、十文野町、野中町、牧の地町
大野 (旧大野町)
大野町、瀬戸越町、田原町、知見寺町、原分町、松瀬町、松原町、矢峰町、瀬戸越1～4丁目
早岐地域 (旧早岐町・広田村)
上原町、勝海町、権常寺町、早苗町、陣の内町、田の浦町、平松町、浦川内町、崎岡町、重尾町、中原町、広田町、花高1～4丁目、早岐1～3丁目、権常寺1丁目、広田1～4丁目、若竹台町
柚木 (旧柚木村)
上柚木町、川谷町、潜木町、小舟町、里美町、下宇戸町、高花町、筒井町、戸ヶ倉町、柚木町、柚木元町
黒島 (旧黒島村)
黒島町
江上 (旧江上村)
有福町、江上町、指方町、ハウステンボス町
針尾 (旧崎針尾村)
針尾北町、針尾中町、針尾西町、針尾東町
三川内地域 (旧折尾瀬村)
江永町、木原町、口の尾町、桑木場町、心野町、塩浸町、下の原町、新替町、新行江町、三川内町、三川内本町、横手町、吉福町、三川内新町
宮 (旧宮村)
奥山町、城間町、瀬道町、長畑町、南風崎町、萩坂町、宮津町

## 平成の大合併による編入自治体
平成の大合併に伴い、2005年、2006年、2010年にそれぞれ佐世保市に編入された吉井町、世知原町、小佐々町、宇久町、江迎町、鹿町町の地名は、地名の末尾に付する免（宇久町は郷）の文字を削除し、「□□町○○」のように合併前の町名を冠した後に従来の免・郷の名称を表記する。
なお、佐世保市編入の際に漢字表記はそのままに読み方のみ変更した地名も一部存在する。（例：吉井町乙石尾〔編入前：おとしお→編入後：おついしお〕）

### 吉井町
吉井町 (長崎県) #地名参照。

### 世知原町
世知原町#地名参照。

### 小佐々町
小佐々町#地名参照。

### 宇久町
宇久町#地名参照。

### 江迎町
江迎町#地名参照。

### 鹿町町
鹿町町#地名参照。